# 1er Kings
Circonscription électorale provinciale du Canada
1er Kings était une circonscription électorale dans la province canadienne de l'Île-du-Prince-Édouard, qui élisait deux membres à l'Assemblée législative de l'Île-du-Prince-Édouard de 1873 à 1993.

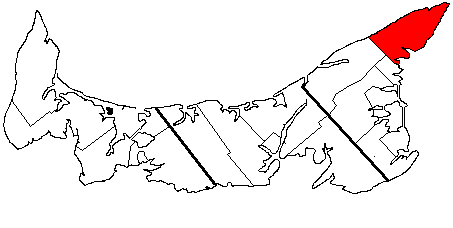
Carte démontrant la circonscription électorale de 1er Kings

Le district contenait la partie est du comté de Kings.

## Membre de l'Assemblée législative
Membre de l'Assemblée législative

### Deux membres de 1873 à 1893
|  | Années    | Membre          | Parti   |
|  | --------- | --------------- | ------- |
|  | 1873-1879 | James R. McLean | Libéral |
|  | 1879-1883 | John Underhay   | Libéral |
|  | 1883-1893 | James R. McLean | Libéral |

|  | Années    | Membre             | Parti        |
|  | --------- | ------------------ | ------------ |
|  | 1873-1875 | Emmanuel McEachern | Conservateur |
|  | 1875-1883 | Lauchlin MacDonald | Libéral      |
|  | 1883-1893 | John McLean        | Conservateur |

### Deux membres (député et conseiller) de 1893 à 1996

#### Député
|  | Années    | Membre              | Parti        |
|  | --------- | ------------------- | ------------ |
|  | 1893-1900 | James R. McLean     | Libéral      |
|  | 1900-1904 | John McLean         | Conservateur |
|  | 1904-1908 | Austin Fraser       | Conservateur |
|  | 1908-1912 | John McLean         | Conservateur |
|  | 1912-1915 | John Kickham        | Conservateur |
|  | 1915-1919 | Augustine MacDonald | Conservateur |
|  | 1919-1923 | Daniel C. MacDonald | Libéral      |
|  | 1923-1935 | Augustine MacDonald | Conservateur |
|  | 1935-1939 | Peter MacIsaac      | Libéral      |
|  | 1939-1939 | Herbert Acorn       | Libéral      |
|  | 1940-1943 | John Robert McLean  | Conservateur |
|  | 1943-1947 | Harry S. Francis    | Libéral      |
|  | 1947-1951 | John Robert McLean  | Conservateur |
|  | 1951-1959 | William Acorn       | Libéral      |
|  | 1959-1965 | John Robert McLean  | Conservateur |
|  | 1965-1966 | William Acorn       | Libéral      |
|  | 1966-1978 | Bruce Stewart       | Libéral      |
|  | 1978-1991 | Johnnie Young       | Libéral      |
|  | 1991-1993 | Ross Young          | Libéral      |
|  | 1993-1996 | Roger Soloman       | Libéral      |

#### Conseiller
|  | Années    | Membre              | Parti        |
|  | --------- | ------------------- | ------------ |
|  | 1893-1897 | A. D. Robertson     | Libéral      |
|  | 1897-1908 | John Kickham        | Conservateur |
|  | 1908-1912 | Lauchlin MacDonald  | Libéral      |
|  | 1912-1916 | John McLean         | Conservateur |
|  | 1916-1935 | Harry McLean        | Conservateur |
|  | 1935-1939 | Herbert Acorn       | Libéral      |
|  | 1939-1943 | Peter MacIsaac      | Libéral      |
|  | 1943-1949 | Thomas Kickham      | Libéral      |
|  | 1949-1959 | Brenton St. John    | Libéral      |
|  | 1959-1962 | Melvin McQuaid      | Conservateur |
|  | 1962-1972 | Daniel J. MacDonald | Libéral      |
|  | 1972-1976 | Melvin McQuaid      | Conservateur |
|  | 1976-1979 | James Bernard Fay   | Libéral      |
|  | 1979-1993 | Albert Fogarty      | Conservateur |
|  | 1993-1996 | Ross Young          | Libéral      |